# Rowlandius steineri
Espèce
Rowlandius steineri est une espèce de schizomides de la famille des Hubbardiidae.

## Distribution
Cette espèce est endémique de l'île de la Navasse aux Antilles,.

## Description
Le mâle holotype mesure 2,60 mm, les mâles mesurent de 2,47 à 2,65 mm et les femelles de 2,99 à 3,12 mm.

## Étymologie
Cette espèce est nommée en l'honneur de Warren E. Steiner.

## Publication originale
- (en) Luis F De Armas, « A new Rowlandius Reddell & Cokendolpher, 1995 (Schizomida: Hubbardiidae) from Navassa Island , Greater Antilles », Revista Ibérica de Aracnología, Sociedad Entomológica Aragonesa (d), vol. 4,‎ 31 décembre 2001, p. 93-95 (ISSN 1576-9518, lire en ligne).